# W.E.
Pour plus de détails, voir Fiche technique et Distribution.
W.E. : Wallis & Édouard est un film britannique coécrit et réalisé par Madonna, avec James D'Arcy et Andrea Riseborough dans les rôles titres, ainsi qu’Abbie Cornish, Oscar Isaac et Richard Coyle. Le scénario a été coécrit par Alek Keshishian, qui avait précédemment travaillé avec Madonna sur son documentaire In Bed with Madonna en 1991.
Le film est sorti en décembre 2011 aux États-Unis, en France au mois de mai 2012. C'est le deuxième long-métrage de Madonna en tant que réalisatrice depuis Obscénité et Vertu (Filth and Wisdom) (2008).
Ce film traite de la relation amoureuse entre le prince de Galles (devenu par la suite le roi Édouard VIII puis, après son abdication, le duc de Windsor) et l'Américaine Wallis Simpson. Cette idylle, avec une femme deux fois divorcée, provoqua au Royaume-Uni une crise constitutionnelle qui déboucha finalement sur l’abdication du roi le 11 décembre 1936.

## Synopsis
Wally Winthrop (Abbie Cornish) est une femme au foyer qui vit à New York en 1998. Elle est négligée par son mari médecin, William Winthrop (Richard Coyle) et trouve refuge dans l'histoire d'amour du roi Édouard VIII (James d'Arcy) et de son amoureuse, Wallis Simpson (Andrea Riseborough) qu'elle découvre dans une exposition chez Sotheby's.
En 1930, Edward organise une fête dans sa maison du Fort Belvedere dans Windsor Great Park et rencontre Wallis grâce à sa maîtresse, Lady Furness (Katie McGrath). Les deux développent une attraction mutuelle, bien que Wallis soit mariée à Ernest Simpson. Ils deviennent amants lorsque Lady Furness part à l'étranger. Wally a des réminiscences et peut voir la vie de Wallis et Edward mais elle est interrompue par un vigile, Evegni (Oscar Isaac).
En revenant chez elle, Wally presse son mari de lui faire un enfant mais il refuse. Etant absent chaque nuit, Wally suspecte qu'il a une maîtresse. Quand elle lui demande des explications, il devient violent.
Edward et Wallis, toujours amoureux, voyagent à travers l'Europe. Edward assume leur amour qui suscite la polémique. À la fin de 1934, Edward présente Wallis à ses parents : le roi George V et la reine Mary. Mais la belle-sœur d'Edward brosse un portrait peu reluisant de Wallis. Wallis souhaite alors mettre fin à sa relation avec Edward, mais il l'en empêche.
Wally tente de tomber enceinte en utilisant la méthode in vitro. Cela ne fonctionne pas, et toujours délaissée elle accepte un rendez-vous avec Evgeni. Celui-ci lui en apprend plus au sujet d'Edward et Wally. Lorsque Wallis retourne chez elle, elle accuse son mari d'avoir une maîtresse et celui-ci la frappe plusieurs fois.
Le gouvernement d'Angleterre ne reconnaît pas la relation entre Edward et Wallis car celle-ci a divorcé deux fois. Le 11 décembre 1936, Edward diffuse un message radio dans lequel il annonce sa décision d'abdiquer.
Evegni est inquiet de ne pas voir Wally à la vente aux enchères de Sotheby's. Il court à son appartement et la découvre sur le sol. Il l'emmène dans son propre appartement et la soigne. C'est un tournant dans la vie de Wally. Elle tombe amoureuse d'Evegni et divorce de William. Elle part ensuite pour quelques jours à Paris et imagine un dialogue avec Wallis où les deux femmes parlent de leur vies similaires. Cependant, seule Wally trouve le bonheur. Peu après, elle obtient un accès à une série de lettres écrites par Wallis à Edward, et qui sont détenues par un millionnaire. Wally réalise alors que Wallis a été "enfermée" dans sa difficile relation avec Edward jusqu'à la fin de sa vie. Cela permet à Wally de quitter sa fascination pour le couple.
Elle apprend plus tard qu'elle est enceinte de Evegni.

## Fiche technique
- Titre : W.E. : Wallis & Édouard
- Réalisation : Madonna
- Scénario : Madonna et Alek Keshishian
- Directeur de la photographie : Hagen Bogdanski
- Montage : Danny B. Tull
- Musique : Abel Korzeniowski
- Directeur artistique : Martin Childs
- Décors : Celia Bobak
- Costume : Arianne Phillips
- Producteur : Colin Vaines
- Production : Semtex Films
- Distribution :  Optimum Releasing •   Village Roadshow
- Budget : 18 millions de GBP (29 millions de USD)
- Pays :  Royaume-Uni
- Genre : historique
- Durée : 115 minutes
- Sortie : 
  - États-Unis : 9 décembre 2011
  - France : 9 mai 2012

## Distribution
- Abbie Cornish (VF : Séverine Cayron) : Wally Winthrop
- James D'Arcy (VF : Mathieu Moreau) : Édouard VIII
- Andrea Riseborough (VF : Fanny Marcq) : Wallis Simpson
- Judy Parfitt : Reine Mary
- Geoffrey Palmer : Stanley Baldwin
- Oscar Isaac (VF : Bruno Buidin) : Evgeni Kolpakov
- Richard Coyle (VF : Sébastien Hébrant) : William Winthrop
- James Fox : George V
- Laurence Fox : « Bertie »
- Natalie Dormer : Reine Elizabeth
- Annabelle Wallis : Arabella Green
- Anna Skellern : Daphne

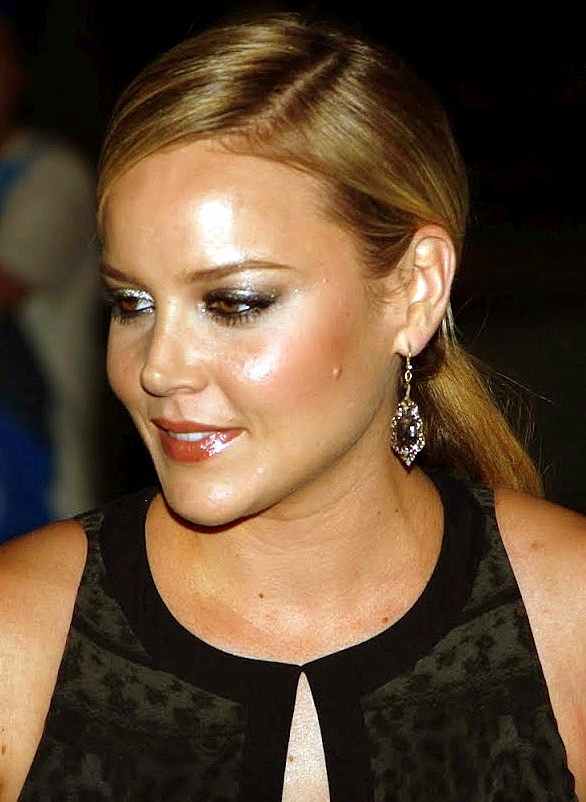
L'actrice Abbie Cornish à la première du film au Festival international du film de Toronto 2011.

- Lourdes Leon : Wally Winthrop jeune

## Production

### Développement
En octobre 2009, le Daily Mail a indiqué que Madonna dirigera son nouveau film, W.E. Elle a développé le script avec le réalisateur Alek Keshishian.
Son mari de l'époque, Guy Ritchie, a aidé Madonna à écrire le script et le scénario. Il lui suggère de chercher plusieurs acteurs reconnus tels que Mark Strong et Toby Kebbell, qui avaient tous deux un rôle majeur dans le dernier film de Guy Ritchie, RocknRolla.
Madonna voulait tourner son film dans la résidence de la famille royale britannique. Un porte-parole commente : « Madonna est désireuse de faire le film le plus authentique possible et serait très reconnaissante si nous sommes autorisés à filmer à certains endroits, elle aime le Royaume-Uni et porte à la Reine le plus grand respect,. »

### Lieux de tournage
Le tournage du film a commencé à Londres, en Angleterre, le 5 juillet 2010, puis en France et aux États-Unis.
- France
  - Côte d'Azur, Alpes-Maritimes
  - Villefranche-sur-Mer Alpes-Maritimes
  - Monts, Indre-et-Loire
  - Paris
- Angleterre
  - Hughenden Manor, Buckinghamshire
  - Londres
  - Waterloo Station, Londres
  - West Wycombe Park, West Wycombe, Buckinghamshire
- États-Unis : Sotheby's, New York

### Promotion
En février 2011, Madonna dirige une projection privée en montrant une bande-annonce du film à la Berlinale. La participation comprend une séance de « Q & A » (questions-réponses) avec la réalisatrice, dans le but de vendre son film aux distributeurs.[réf. souhaitée]

### Bande originale
Le compositeur polonais Abel Korzeniowski signe la bande originale du film.

## Sortie et accueil

### Sortie
Le film sort le 9 décembre 2011 aux États-Unis et début 2012 en Europe. En Angleterre, il sort le 20 janvier 2012.
Il est présenté en avant-première à la Mostra de Venise 2011.[réf. souhaitée]

### Accueil critique
Le film reçoit un accueil critique majoritairement négatif.
Sur le site agrégateur de critiques Rotten Tomatoes, le film obtient un score de 12 % d'avis favorables seulement, sur la base de 113 critiques collectées et une note moyenne de 4,20 sur 10 ; le consensus du site indique : « W.E montre l'œil vif de la réalisatrice Madonna pour un style saisissant, mais ce biopic superficiel est trop amoureux de l'esthétique pour offrir un aperçu perspicace de son sujet ». Sur Metacritic, il obtient une note moyenne pondérée de 37 sur 100, sur la base de 32 critiques collectées ; le consensus du site indique : « Avis généralement défavorables ».

### Box office
Pour son premier week-end en Angleterre, le film a récolté 182 914 £[réf. nécessaire].

## Distinctions

### Récompenses
- Golden Globe 2012 de la meilleure chanson originale pour Masterpiece
- World Soundtrack Awards 2012 : Prix du public pour Abel Korzeniowski

### Nominations
Nomination aux Oscars 2012 : Meilleurs costumes pour Arianne Phillips

## Autour du film
Madonna, outre l’écriture et la réalisation, chante la chanson originale Masterpiece du générique de fin. La chanson deviendra par ailleurs le plus grand succès musical de Madonna en Russie. Elle sera interprétée lors du MDNA Tour.
Lorsque Wally Winthrop (Abbie Cornish) se rend à l’hôtel Meurice à Paris pour y rencontrer Mohamed Al-Fayed, elle emprunte le pseudonyme de « mademoiselle Montague » à la mère de Wallis Simpson, qui s’appelait Alice Montague.
Après avoir été la reine Anne Boleyn dans la série télévisée Les Tudors, Natalie Dormer joue dans W.E. Elizabeth Bowes-Lyon, épouse du duc d’York puis reine du Royaume-Uni après l’accession au trône de George VI. À noter qu’Annabelle Wallis a joué aussi dans Les Tudors, le rôle de la reine Jane Seymour.